# Saint-Mesmin, Côte-d'Or
Saint-Mesmin är en kommun i departementet Côte-d'Or i regionen Bourgogne-Franche-Comté i östra Frankrike. Kommunen ligger i kantonen Vitteaux som tillhör arrondissementet Montbard. År 2022 hade Saint-Mesmin 111 invånare.

## Befolkningsutveckling
Antalet invånare i kommunen Saint-Mesmin
Referens:INSEE